# Tomașivka, Volodarsk-Volînskîi
Tomașivka (în ucraineană Томашівка) este un sat în comuna Fasova din raionul Volodarsk-Volînskîi, regiunea Jîtomîr, Ucraina.

## Demografie
Componența lingvistică a localității Tomașivka
     Ucraineană (97,92%)
     Belarusă (2,08%)
Conform recensământului din 2001, majoritatea populației localității Tomașivka era vorbitoare de ucraineană (97,92%), existând în minoritate și vorbitori de belarusă (2,08%).